# Craterocephalus stramineus
Craterocephalus stramineus är en fiskart som först beskrevs av Whitley, 1950.  Craterocephalus stramineus ingår i släktet Craterocephalus och familjen silversidefiskar. Inga underarter finns listade i Catalogue of Life.